# فرماندهی توسعه رزمی سپاه تفنگداران دریایی
فرماندهی توسعه رزمی سپاه تفنگداران دریایی (انگلیسی: Marine Corps Combat Development Command) واقع در پایگاه نیروی دریایی کوانتیکو، در شهرستان پرنس ویلیام، ایالت ویرجینیا، یک فرماندهی اصلی از سپاه تفنگداران دریایی ایالات متحده آمریکا است که مأموریت آن پشتیبانی از توسعه مفاهیم عملیاتی آینده و تعیین بهترین نحوه سازماندهی، آموزش، تعلیم و تجهیز نیروی دریایی آینده است. از سال ۲۰۰۵، فرماندهی توسعه رزمی سپاه تفنگداران دریایی به‌عنوان معاون توسعه و ادغام رزمی فرمانده سپاه تفنگداران دریایی آمریکا نیز فعالیت می‌کند.
پیشینه شکل‌گیری فرماندهی توسعه رزمی سپاه تفنگداران دریایی به تأسیس مدرسه تفنگداران دریایی کوانتیکو، در سال ۱۹۲۱ بازمی‌گردد، که توسط سیزدهمین فرمانده سپاه تفنگداران دریایی ایالات متحده، سرلشکر جان لژون تأسیس شد.